# 翼梗五味子
翼梗五味子（学名：Schisandra henryi），为五味子科五味子属下的一种。